# Großer Preis von Großbritannien 2004
Der Große Preis von Großbritannien 2004 (offiziell 2004 Formula 1 Foster’s British Grand Prix) fand am 11. Juli auf dem Silverstone Circuit in Silverstone statt und war das elfte Rennen der Formel-1-Weltmeisterschaft 2004.

## Berichte

### Hintergründe
Nach dem Großen Preis von Frankreich führte Michael Schumacher in der Fahrerwertung mit 22 Punkten vor Rubens Barrichello und mit 42 Punkten vor Jenson Button. In der Konstrukteurswertung führte Ferrari mit 79 Punkten vor Renault und mit 96 Punkten vor BAR-Honda.
Mit Michael Schumacher, David Coulthard (jeweils zweimal) und Barrichello (einmal) traten drei ehemalige Sieger zu diesem Grand Prix an.

### Training
Die letzten sechs Teams der Konstrukteursmeisterschaft 2003 waren berechtigt, am Freitag im Training ein drittes Auto einzusetzen. Diese Fahrer fuhren am Freitag, traten aber weder im Qualifying noch im Rennen an. Anthony Davidson (BAR-Honda), Björn Wirdheim (Jaguar-Cosworth), Ricardo Zonta (Toyota), Timo Glock (Jordan-Cosworth) und Bas Leinders (Minardi-Cosworth) nahmen in dieser Funktion an den Freitagstrainings teil.
Am Freitag fuhr Kimi Räikkönen mit 1:18,655 Minuten die schnellste Runde.
Am Samstag war Räikkönen erneut Schnellster mit 1:18,280 Minuten vor Button und Barrichello.

### Qualifying
Im ersten Qualifying, in dem die Startpositionen für das zweite Qualifying ermittelt wurden, erzielte Button die schnellste Zeit vor Felipe Massa und Olivier Panis.
Im Qualifying war dann Räikkönen der Schnellste und sicherte sich mit 1:18,223 Minuten seine dritte Pole-Position. Zweiter wurde Barrichello vor Button.

### Rennen
Beim Start erwischte Räikkönen einen guten Start und behielt die Führung. Hinter ihm blieben die Positionen nahezu unverändert, nur Takuma Satō konnte sich zu Lasten von Juan Pablo Montoya verbessern. Nach einer Runde hatte Räikkönen bereits dreieinhalb Sekunden Vorsprung auf seine Verfolger, angeführt von Barrichello. Der Finne nutzte die Michelin-Reifen optimal aus, die schneller warm wurden als die Bridgestones, mit denen der Ferrari des Brasilianers ausgestattet war. Michael Schumacher, der mit einer Zwei-Stopp-Strategie gegen drei seiner Hauptkonkurrenten (sowie Giancarlo Fisichella und Mark Webber) startete, begnügte sich damit, Button dicht zu folgen und ihn nie anzugreifen. Nach drei Runden überholte Montoya Satō und eroberte den siebten Platz zurück. Als er an der Spitze lag, stabilisierte sich die Situation nach Räikkönens anfänglichem Vorstoß, wobei der Finne einen Vorsprung von etwa drei Sekunden vor Barrichello behielt.
Der Erste, der tankte, war Fernando Alonso, der in der 8. Runde an der Box anhielt. Eine Runde später war Barrichello an der Reihe, während Räikkönen, Button und Montoya alle in Runde 11 an die Box kamen. Anschließend übernahm Michael Schumacher die Führung, der sein Tempo erhöhte und nach dem Auftanken in Runde 15 vor Räikkönen auf die Strecke zurückkehrte, der ebenfalls durch ein schwieriges Überholen von Satō ausgebremst wurde. Der McLaren-Fahrer, der ein viel leichteres Auto als sein Rivale hatte, begann Michael Schumacher zu verfolgen, konnte ihn aber nicht überholen. Dahinter folgten Button, Barrichello, Fisichella (letzter, der tankte), Montoya und Coulthard. Bis zur zweiten Stoppserie, die Alonso in Runde 25 eröffnete und bei der Barrichello den dritten Platz von Button zurückeroberte, gab es keine größeren Ereignisse. An der Spitze des Rennens fuhr Michael Schumacher weiter, ohne dass weitere Angriffe von Räikkönen folgten. Die Zwei-Stopp-Taktik zahlte sich auch für Fisichella aus, der hinter Jarno Trulli und vor Montoya auf dem sechsten Platz landete.
Der Renault-Pilot tankte in Runde 32 nach, fünf Runden später folgte Michael Schumacher, der problemlos als Führender auf die Strecke zurückkehrte. In der 39. Runde gab die hintere linke Aufhängung von Trullis Auto in einer schnellen Kurve nach; Der italienische Fahrer verlor die Kontrolle über das Auto, das gegen die Leitplanken prallte. Trulli blieb bei dem Unfall unverletzt, doch die Rennleitung schickte das Safety-Car auf die Strecke. Mehrere Fahrer, darunter Barrichello, Button, Fisichella und Räikkönen, nutzten die Gelegenheit zum Tanken; Der Abstand zwischen dem Finnen und Michael Schumacher war somit auf Null reduziert und Räikkönen konnte sich bei Kälte auf die größere Wirksamkeit der Michelin-Reifen verlassen.
Allerdings gab es zwischen dem McLaren-Piloten und dem Ferrari-Piloten zwei überrundete Fahrer; Als das Safety-Car in Runde 45 in die Boxengasse abbog, schloss Räikkönen sofort auf Michael Schumacher auf. Der Finne kam bis auf zwei Zehntelsekunden an seinen Rivalen heran, konnte ihn jedoch nicht überholen. Als der Moment der Überlegenheit der Michelin-Reifen abgelaufen war, hatte Räikkönen keine andere Wahl, als sich dem Ferrari-Piloten anzuschließen und sich gegen die Aufholjagd von Barrichello zu wehren. Weiter hinten bedrohte Fisichella den fünften Platz von Montoya, der sich jedoch effektiv verteidigte. Es gab keine weiteren bedeutenden Ereignisse und Michael Schumacher holte seinen zehnten Saisonsieg vor Räikkönen, Barrichello, Button, Montoya, Fisichella, Coulthard und Webber.
In der Fahrer- und Konstrukteurswertung blieben die ersten drei Positionen unverändert.

## Meldeliste
| Team                       | Nr. | Fahrer               | Chassis        | Motor                 | Reifen |
| -------------------------- | --- | -------------------- | -------------- | --------------------- | ------ |
| Scuderia Ferrari Marlboro  | 01  | Michael Schumacher   | Ferrari F2004  | Ferrari 3.0 V10       | B      |
| Scuderia Ferrari Marlboro  | 02  | Rubens Barrichello   | Ferrari F2004  | Ferrari 3.0 V10       | B      |
| BMW.WilliamsF1 Team        | 03  | Juan Pablo Montoya   | Williams FW26  | BMW 3.0 V10           | M      |
| BMW.WilliamsF1 Team        | 04  | Marc Gené            | Williams FW26  | BMW 3.0 V10           | M      |
| West McLaren Mercedes      | 05  | David Coulthard      | McLaren MP4-19 | Mercedes-Benz 3.0 V10 | M      |
| West McLaren Mercedes      | 06  | Kimi Räikkönen       | McLaren MP4-19 | Mercedes-Benz 3.0 V10 | M      |
| Mild Seven Renault F1 Team | 07  | Jarno Trulli         | Renault R24    | Renault 3.0 V10       | M      |
| Mild Seven Renault F1 Team | 08  | Fernando Alonso      | Renault R24    | Renault 3.0 V10       | M      |
| Lucky Strike BAR Honda     | 09  | Jenson Button        | BAR 006        | Honda 3.0 V10         | M      |
| Lucky Strike BAR Honda     | 10  | Takuma Satō          | BAR 006        | Honda 3.0 V10         | M      |
| Lucky Strike BAR Honda     | 35  | Anthony Davidson     | BAR 006        | Honda 3.0 V10         | M      |
| Sauber Petronas            | 11  | Giancarlo Fisichella | Sauber C23     | Petronas 3.0 V10      | B      |
| Sauber Petronas            | 12  | Felipe Massa         | Sauber C23     | Petronas 3.0 V10      | B      |
| Jaguar Racing              | 14  | Mark Webber          | Jaguar R5      | Cosworth 3.0 V10      | M      |
| Jaguar Racing              | 15  | Christian Klien      | Jaguar R5      | Cosworth 3.0 V10      | M      |
| Jaguar Racing              | 37  | Björn Wirdheim       | Jaguar R5      | Cosworth 3.0 V10      | M      |
| Panasonic Toyota Racing    | 16  | Cristiano da Matta   | ToyotaTF104    | Toyota 3.0 V10        | M      |
| Panasonic Toyota Racing    | 17  | Olivier Panis        | ToyotaTF104    | Toyota 3.0 V10        | M      |
| Panasonic Toyota Racing    | 38  | Ricardo Zonta        | ToyotaTF104    | Toyota 3.0 V10        | M      |
| Jordan-Ford                | 18  | Nick Heidfeld        | Jordan EJ14    | Ford 3.0 V10          | B      |
| Jordan-Ford                | 19  | Giorgio Pantano      | Jordan EJ14    | Ford 3.0 V10          | B      |
| Jordan-Ford                | 39  | Timo Glock           | Jordan EJ14    | Ford 3.0 V10          | B      |
| Minardi F1 Team            | 20  | Gianmaria Bruni      | Minardi PS04B  | Cosworth 3.0 V10      | B      |
| Minardi F1 Team            | 21  | Zsolt Baumgartner    | Minardi PS04B  | Cosworth 3.0 V10      | B      |
| Minardi F1 Team            | 40  | Bas Leinders         | Minardi PS04B  | Cosworth 3.0 V10      | B      |

Anmerkungen
1. 1 2 3 4 5  Nahm nur am Freitagstraining teil.

## Klassifikationen

### Qualifying
| Pos. | Fahrer               | Konstrukteur     | Q1         | Q2         | Start |
| ---- | -------------------- | ---------------- | ---------- | ---------- | ----- |
| 01   | Kimi Räikkönen       | McLaren-Mercedes | 1:21,639   | 1:18,233   | 01    |
| 02   | Rubens Barrichello   | Ferrari          | 1:24,814   | 1:18,305   | 02    |
| 03   | Jenson Button        | BAR-Honda        | 1:18,872   | 1:18,580   | 03    |
| 04   | Michael Schumacher   | Ferrari          | 1:30,293   | 1:18,710   | 04    |
| 05   | Jarno Trulli         | Renault          | 1:21,496   | 1:18,715   | 05    |
| 06   | Fernando Alonso      | Renault          | 1:21,923   | 1:18,811   | 06    |
| 07   | David Coulthard      | McLaren-Mercedes | 1:23,521   | 1:19,148   | 07    |
| 08   | Juan Pablo Montoya   | Williams-BMW     | 1:34,386   | 1:19,378   | 08    |
| 09   | Takuma Satō          | BAR-Honda        | 1:28,910   | 1:19,688   | 09    |
| 10   | Mark Webber          | Jaguar-Cosworth  | 1:35,853   | 1:20,004   | 10    |
| 11   | Felipe Massa         | Sauber-Petronas  | 1:19,317   | 1:20,202   | 11    |
| 12   | Olivier Panis        | Toyota           | 1:19,697   | 1:20,335   | 12    |
| 13   | Marc Gené            | Williams-BMW     | 1:34,981   | 1:20,335   | 13    |
| 14   | Cristiano da Matta   | Toyota           | 1:22,507   | 1:20,545   | 14    |
| 15   | Christian Klien      | Jaguar-Cosworth  | 1:38,648   | 1:21,559   | 15    |
| 16   | Giorgio Pantano      | Jordan-Ford      | 1:21,350   | 1:22,458   | 16    |
| 17   | Nick Heidfeld        | Jordan-Ford      | keine Zeit | 1:22,677   | 17    |
| 18   | Gianmaria Bruni      | Minardi-Cosworth | 1:22,529   | 1:23,437   | 18    |
| 19   | Zsolt Baumgartner    | Minardi-Cosworth | 1:23,116   | 1:24,117   | 19    |
| 20   | Giancarlo Fisichella | Sauber-Petronas  | keine Zeit | keine Zeit | 20    |

Anmerkungen
1. ↑  Fisichella wurde erlaubt zu starten, da er im Training ausreichend schnell gefahren war.

### Rennen
| Pos. | Fahrer               | Konstrukteur     | Runden | Stopps | Zeit        | Start | Schnellste Runde |
| ---- | -------------------- | ---------------- | ------ | ------ | ----------- | ----- | ---------------- |
| 01   | Michael Schumacher   | Ferrari          | 60     | 2      | 1:24:42,700 | 04    | 1:18,739 (14.)   |
| 02   | Kimi Räikkönen       | McLaren-Mercedes | 60     | 3      | + 2,130     | 01    | 1:19,554 (10.)   |
| 03   | Rubens Barrichello   | Ferrari          | 60     | 3      | + 3,114     | 02    | 1:19,296 (08.)   |
| 04   | Jenson Button        | BAR-Honda        | 60     | 3      | + 10,683    | 03    | 1:19,488 (10.)   |
| 05   | Juan Pablo Montoya   | Williams-BMW     | 60     | 3      | + 12,173    | 07    | 1:19,968 (26.)   |
| 06   | Giancarlo Fisichella | Sauber-Petronas  | 60     | 2      | + 12,888    | 20    | 1:19,813 (22.)   |
| 07   | David Coulthard      | McLaren-Mercedes | 60     | 3      | + 19,668    | 06    | 1:20,547 (25.)   |
| 08   | Mark Webber          | Jaguar-Cosworth  | 60     | 2      | + 23,701    | 09    | 1:20,768 (11.)   |
| 09   | Felipe Massa         | Sauber-Petronas  | 60     | 2      | + 24,023    | 10    | 1:20,484 (58.)   |
| 10   | Fernando Alonso      | Renault          | 60     | 3      | + 24,835    | 16    | 1:20,442 (39.)   |
| 11   | Takuma Satō          | BAR-Honda        | 60     | 2      | + 33,736    | 08    | 1:20,790 (12.)   |
| 12   | Marc Gené            | Williams-BMW     | 60     | 3      | + 34,303    | 11    | 1:20,434 (58.)   |
| 13   | Cristiano da Matta   | Toyota           | 59     | 2      | + 1 Runde   | 12    | 1:20,768 (35.)   |
| 14   | Christian Klien      | Jaguar-Cosworth  | 59     | 2      | + 1 Runde   | 13    | 1:20,956 (10.)   |
| 15   | Nick Heidfeld        | Jordan-Ford      | 59     | 2      | + 1 Runde   | 15    | 1:21,720 (17.)   |
| 16   | Gianmaria Bruni      | Minardi-Cosworth | 56     | 4      | + 4 Runden  | 18    | 1:22,496 (33.)   |
| –    | Giorgio Pantano      | Jordan-Ford      | 47     | 2      | DNF         | 14    | 1:22,146 (13.)   |
| –    | Jarno Trulli         | Renault          | 39     | 2      | DNF         | 05    | 1:20,655 (34.)   |
| –    | Zsolt Baumgartner    | Minardi-Cosworth | 29     | 2      | DNF         | 19    | 1:24,317 (12.)   |
| –    | Olivier Panis        | Toyota           | 16     | 1      | DNF         | 17    | 1:23,131 (04.)   |

## WM-Stände nach dem Rennen
Die ersten acht jedes Rennens bekamen 10, 8, 6, 5, 4, 3, 2 bzw. 1 Punkt(e).

### Fahrerwertung
| Pos. | Fahrer               | Konstrukteur     | Punkte |
| ---- | -------------------- | ---------------- | ------ |
| 01   | Michael Schumacher   | Ferrari          | 100    |
| 02   | Rubens Barrichello   | Ferrari          | 74     |
| 03   | Jenson Button        | BAR-Honda        | 53     |
| 04   | Jarno Trulli         | Renault          | 46     |
| 05   | Fernando Alonso      | Renault          | 33     |
| 06   | Juan Pablo Montoya   | Williams-BMW     | 29     |
| 07   | Kimi Räikkönen       | McLaren-Mercedes | 18     |
| 08   | Takuma Satō          | BAR-Honda        | 14     |
| 09   | David Coulthard      | McLaren-Mercedes | 14     |
| 10   | Giancarlo Fisichella | Sauber-Petronas  | 13     |
| 11   | Ralf Schumacher      | Williams-BMW     | 12     |

| Pos. | Fahrer             | Konstrukteur     | Punkte |
| ---- | ------------------ | ---------------- | ------ |
| 12   | Felipe Massa       | Sauber-Petronas  | 5      |
| 13   | Olivier Panis      | Toyota           | 5      |
| 14   | Mark Webber        | Jaguar-Cosworth  | 4      |
| 15   | Cristiano da Matta | Toyota           | 3      |
| 16   | Nick Heidfeld      | Jordan-Ford      | 3      |
| 17   | Timo Glock         | Jordan-Ford      | 2      |
| 18   | Zsolt Baumgartner  | Minardi-Cosworth | 1      |
| 19   | Christian Klien    | Jaguar-Cosworth  | 0      |
| 20   | Marc Gené          | Williams-BMW     | 0      |
| 21   | Giorgio Pantano    | Jordan-Ford      | 0      |
| 22   | Gianmaria Bruni    | Minardi-Cosworth | 0      |

### Konstrukteurswertung
| Pos. | Konstrukteur     | Punkte |
| ---- | ---------------- | ------ |
| 01   | Ferrari          | 174    |
| 02   | Renault          | 79     |
| 03   | BAR-Honda        | 67     |
| 04   | Williams-BMW     | 41     |
| 05   | McLaren-Mercedes | 32     |

| Pos. | Konstrukteur     | Punkte |
| ---- | ---------------- | ------ |
| 06   | Sauber-Petronas  | 18     |
| 07   | Toyota           | 8      |
| 08   | Jordan-Ford      | 5      |
| 09   | Jaguar-Cosworth  | 4      |
| 10   | Minardi-Cosworth | 1      |